# Strobe Edge
Strobe Edge (jap. ストロボ・エッジ, Sutorobo Ejji) ist eine Manga-Serie der Zeichnerin Io Sakisaka aus den Jahren 2007 bis 2010. Die Serie lässt sich in die Genres Romantik und Shōjo einordnen. Sie war in Japan kommerziell erfolgreich und wurde in vier Sprachen übersetzt.

## Inhalt
Die Schülerin Ninako Kinoshita (木下　仁菜子) war noch nie verliebt, doch als sie Ren Ichinose (一ノ瀬　連) trifft, verfällt sie ihm wie viele andere Mädchen des Jahrgangs. Doch ist Ren nicht nur beliebt, sondern lässt auch kaum ein Mädchen an sich heran. Doch Ninako kann sich mit ihm anfreunden, erfährt dabei aber, dass er schon vergeben ist. Dennoch gibt sie ihn nicht auf. Ihr langjähriger Freund Daiki Korenaga (是永　大樹), der sich wiederum in Ninako verliebt hat und mit dem ihre Freundinnen sie verkuppeln wollen, erkennt Ren als Rivalen. Und auch dieser entwickelt, obwohl er das zunächst nicht wahr haben will, Gefühle für Ninako.

## Veröffentlichungen
Der Manga erschien in Japan von 2007 bis 2010 im Manga-Magazin Bessatsu Margaret des Verlags Shūeisha. Die Kapitel wurden auch zusammengefasst in zehn Bänden veröffentlicht. Die Sammelbände verkauften sich jeweils über 200.000 mal. Vom letzten Band wurden 2011 350.000 Exemplare verkauft, womit er auf Platz 43 der meistverkauften Manga-Bände der ersten Jahreshälfte lag. Eine englische Fassung erschien bei Viz Media, eine französische bei Kana und eine chinesische bei Tong Li. Auf Deutsch erschienen von Februar 2013 bis November 2014 alle zehn Bände bei Tokyopop.
Eine CD mit dem vorgelesenen Manga erschien bei Shūeisha, es folgten zwei Hörspiel-CDs im August und September 2010.